# Owen Gleiberman
Owen Gleiberman (n. 24 februarie 1959, Lausanne, cantonul Vaud, Elveția) este un critic de film american născut în Elveția, care lucrează începând din mai 2016 pe postul de critic principal de film al revistei Variety, împărțind această funcție cu Peter Debruge.

## Biografie
Owen Gleiberman s-a născut din părinți americani în orașul elvețian Lausanne, unde și-a petrecut primii trei ani din viață. Tatăl său s-a mutat din SUA în Elveția pentru a-și completa acolo studiile de medicină. Owen a crescut ulterior în orașul Ann Arbor din Michigan și a absolvit cursurile Universității din Michigan.
Recenziile lui Gleiberman au fost publicate în revistele Premiere și Film Comment și adunate în antologia de critică de film Love and Hisses. Gleiberman a lucrat la ziarul The Phoenix din Boston din 1981 până în 1989 și la revista Entertainment Weekly din 1990 până în 2014, iar din mai 2016 este critic principal de film al revistei Variety, poziție pe care o împarte cu Peter Debruge.
Gleiberman recenzează filme, de asemenea, pentru postul național de radio NPR și pentru postul de televiziune NY1. El este membru al Cercului Criticilor de Film din New York (New York Film Critics Circle) și al Societății Naționale a Criticilor de Film (National Society of Film Critics). A fost unul din criticii care au apărut în filmul documentar For the Love of Movies: The Story of American Film Criticism (2009) al lui Gerald Peary și a publicat în 2016 o autobiografie intitulată Movie Freak: My Life Watching Movies la editura Hachette Books din New York.

## Scrieri
- Owen Gleiberman: Movie Freak: My Life Watching Movies. New York: Hachette Books; 2016. ISBN: 978-0-31638-296